# 陈福寿
陈福寿（1932年1月10日—2020年1月31日），祖籍福建同安，生于印度尼西亚，印度尼西亚、中国羽毛球运动员、教练员。1984年被评为新中国成立35年来杰出运动员。1989年被评为建国40年以来杰出教练员。妻子王羙宋。2020年1月31日，因突發心臟病離世，享年88歲。